# Keisuke Ōta (Fußballspieler, 1981)
Keisuke Ōta (japanisch 太田 圭輔 Ōta Keisuke; * 23. Juli 1981 in der Präfektur Shizuoka) ist ein ehemaliger japanischer Fußballspieler.

## Karriere
Ōta erlernte das Fußballspielen in der Jugendmannschaft von Shimizu S-Pulse. Seinen ersten Vertrag unterschrieb er 2000 bei den Shimizu S-Pulse. Der Verein spielte in der höchsten Liga des Landes, der J1 League. 2001 wurde er an den Zweitligisten Ventforet Kofu ausgeliehen. Für den Verein absolvierte er 43 Ligaspiele. 2002 kehrte er zu Shimizu S-Pulse zurück. 2005 erreichte er das Finale des Kaiserpokal. Für den Verein absolvierte er 60 Erstligaspiele. 2007 wechselte er zum Ligakonkurrenten Kashiwa Reysol. 2008 erreichte er das Finale des Kaiserpokal. Für den Verein absolvierte er 57 Erstligaspiele. 2009 wechselte er zum Ligakonkurrenten JEF United Chiba. Am Ende der Saison 2009 stieg der Verein in die J2 League ab. Für den Verein absolvierte er 48 Ligaspiele. 2012 wechselte er zum Ligakonkurrenten Tokushima Vortis. Für den Verein absolvierte er 31 Ligaspiele. 2014 wechselte er zum Ligakonkurrenten FC Gifu. Für den Verein absolvierte er 38 Ligaspiele. Ende 2015 beendete er seine Karriere als Fußballspieler.

## Erfolge
Shimizu S-Pulse
- Kaiserpokal

Finalist: 2000, 2005
Kashiwa Reysol
- Kaiserpokal

Finalist: 2008